# Cimbina cucullodes
Cimbina cucullodes är en fjärilsart som beskrevs av Walker 1865. Cimbina cucullodes ingår i släktet Cimbina och familjen tandspinnare. Inga underarter finns listade i Catalogue of Life.